# Monasterio de Yuste
El monasterio de Yuste es un monasterio y casa palacio en el que se alojó y murió Carlos I de España y V del Sacro Imperio Romano Germánico tras su abdicación. Se encuentra cerca de la población española de Cuacos de Yuste, en la comarca de La Vera, al noreste de la provincia de Cáceres. El convento actual se reconstruyó sobre las ruinas del viejo monasterio que sirvió de residencia al emperador en los dos últimos años de su vida (1556-1558). Fue declarado en 2007 como Patrimonio Europeo.

## Historia

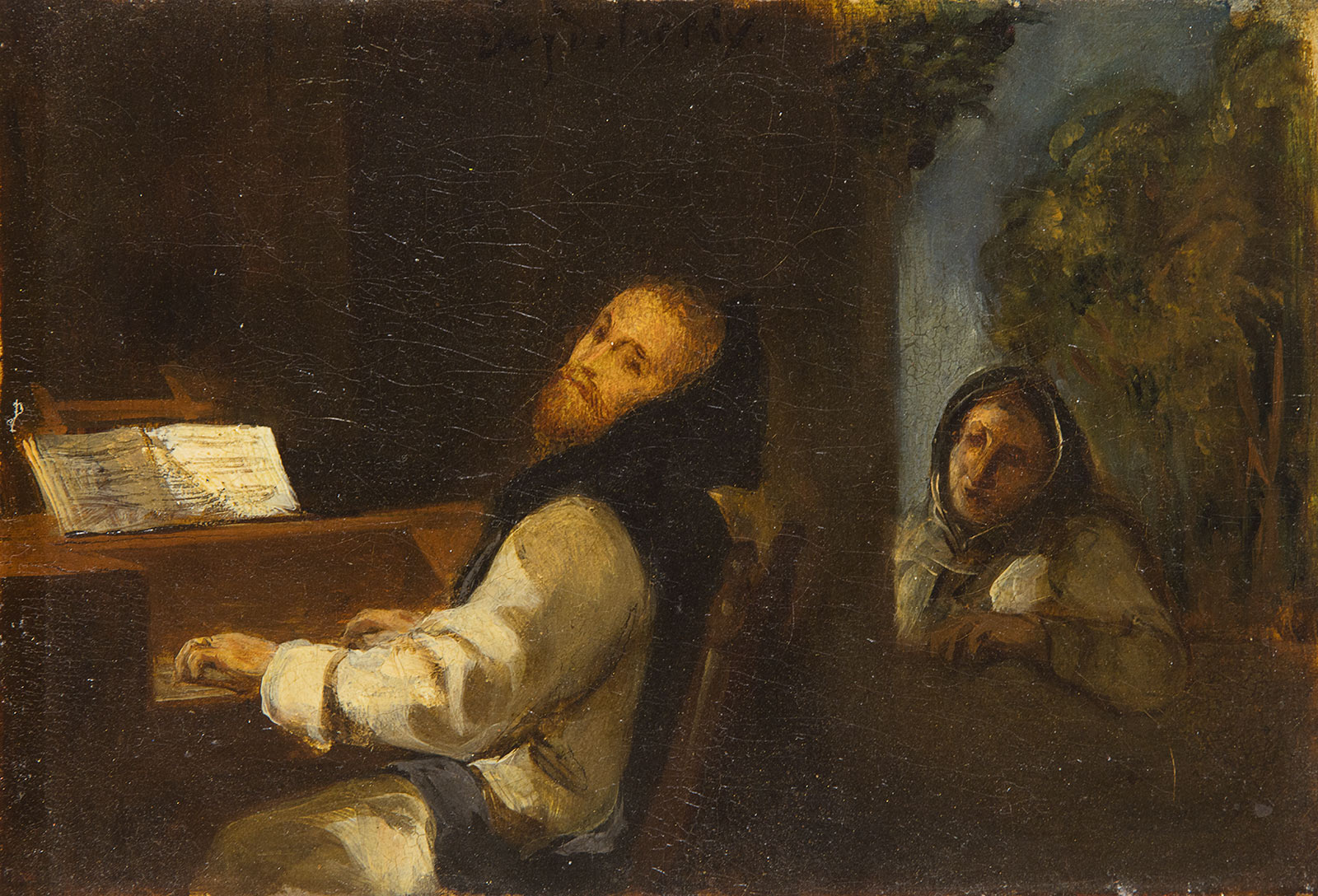
Carlos V en Yuste, por Eugène Delacroix (Museo Delacroix, París).

El monasterio de Yuste data de 1402, cuando se construyó, según cédula existente, un cenobio que posteriormente dio paso al actual edificio, el cual fue erigido a iniciativa de varios vecinos de la Vera, con el objeto de continuar allí la vida contemplativa de los «ermitaños de la pobre vida», acogidos con posterioridad a la Orden de San Jerónimo.
En el año 1556 Carlos I de España y V del Sacro Imperio Romano Germánico decidió retirarse a algún convento para hacer en él vida monástica, eligiendo para ello el Monasterio de Yuste. Por esta razón tuvieron que realizarse numerosas obras para ampliar las escasas dependencias con las que el monasterio contaba en ese momento y que eran insuficientes para albergar al emperador y a las 60 o 70 personas con las que contaba su séquito personal.
La Casa-Palacio constaba de dos plantas con cuatro estancias cada una, alrededor de un patio interior. Las habitaciones del emperador estaban ubicadas junto al coro de la iglesia, de modo que le permitían asistir a los oficios religiosos desde su propio dormitorio, sentado en su litera, donde permanecía postrado debido a la grave afección de gota que le aquejaba. Durante la estancia del emperador en Yuste, numerosos personajes de la corte pasaron por allí para visitarle, entre ellos su propio hijo, el rey Felipe II.

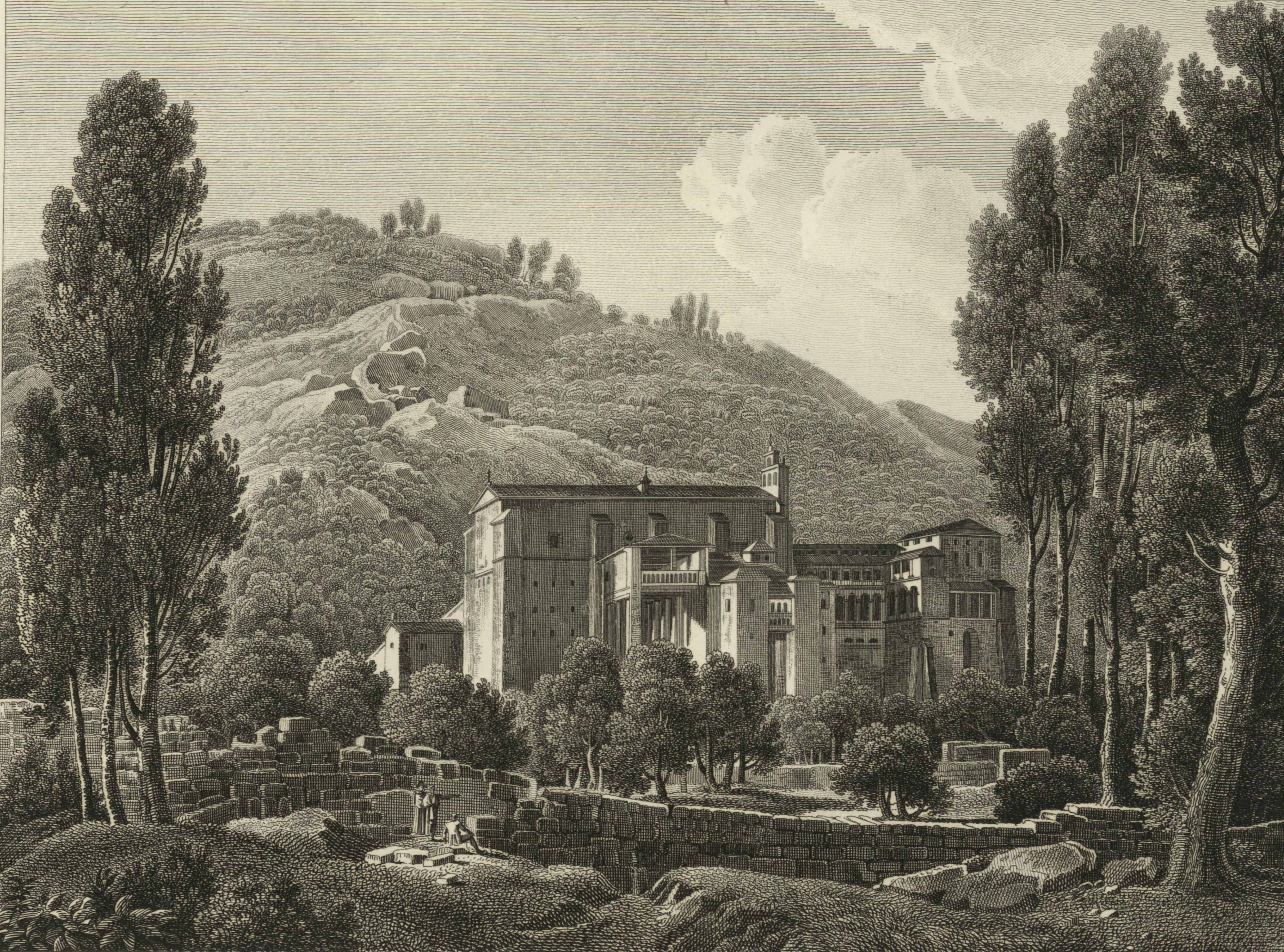
Monasterio a comienzos del siglo.

El 21 de septiembre de 1558, murió Carlos V en la que fue su última morada. Fue enterrado en la iglesia para, con posterioridad, ser trasladados sus restos al panteón real del Monasterio de El Escorial, por expreso deseo de su hijo Felipe II.
En 1809, durante la Guerra de la Independencia Española, las dependencias del convento fueron incendiadas por las tropas francesas y quedaron prácticamente destruidas. Afortunadamente varias obras de arte del emperador Carlos, como La Gloria pintada por Tiziano, se habían restituido a la Colección Real tras el fallecimiento del monarca, por lo cual se salvaron. Los jerónimos fueron expulsados de Yuste y posteriormente, con la desamortización de Mendizábal, el monasterio fue puesto en pública subasta, iniciándose una época de abandono y deterioro del edificio.

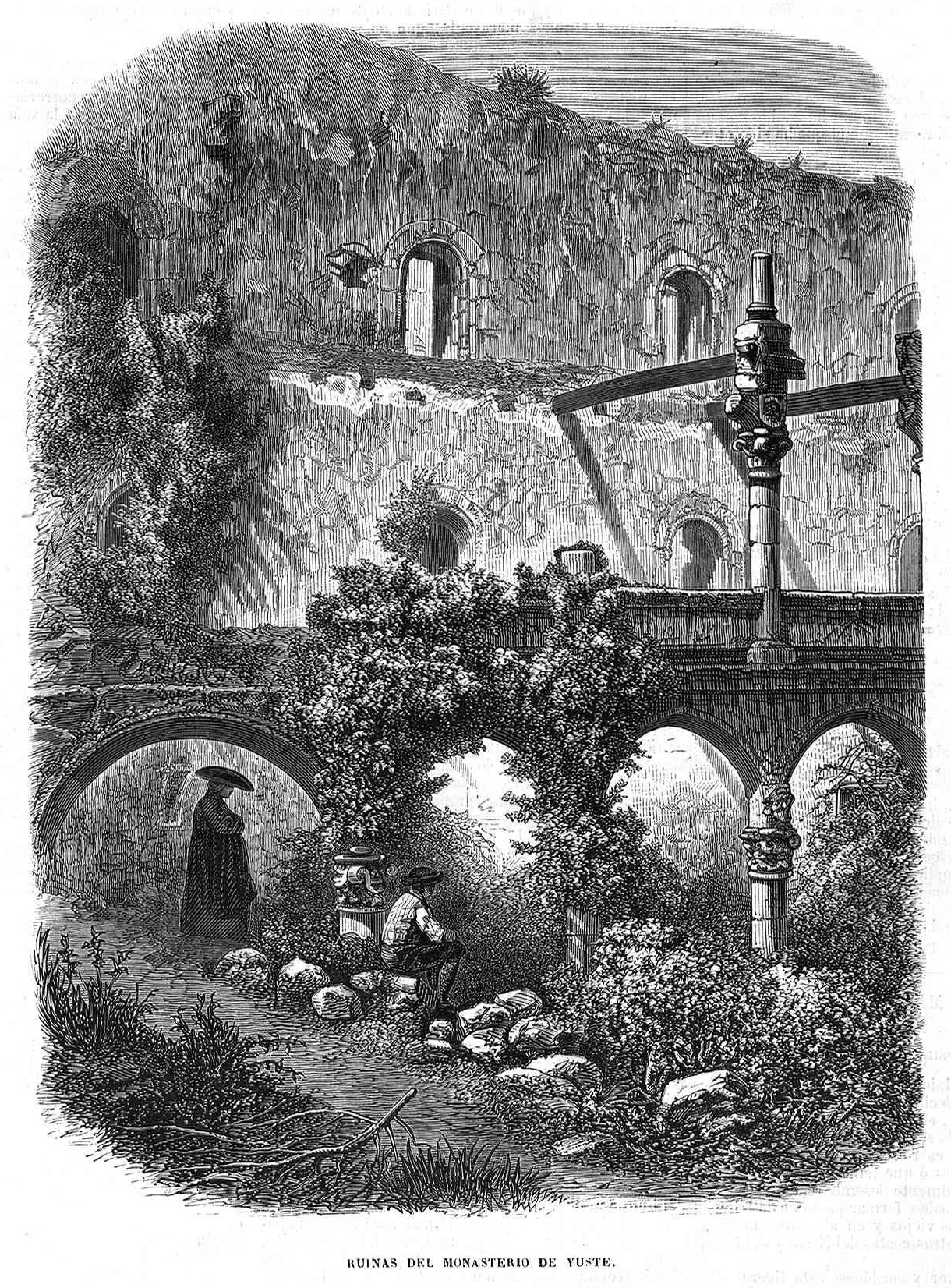
Ruinas del monasterio a mediados del siglo tras la desamortización.

En 1949, la Dirección General de Bellas Artes inició la reconstrucción del monasterio, procurando respetar al máximo el diseño y los proyectos originales. En 1958 los jerónimos volverían a repoblar el monasterio.
En 2004 por medio del Real Decreto 1867/2004 el monasterio fue integrado en el Patrimonio Nacional. En diciembre de 2009 abandonaban el Monasterio los monjes jerónimos. En marzo de 2013 volvió a ser habitado por dos monjes de la Orden de San Pablo Primer Eremita, procedentes de Polonia.

## Conjunto arquitectónico
El monasterio de Yuste presenta un conjunto arquitectónico que se compone de dos partes claramente diferenciadas: por un lado, el convento y, por otro, la residencia del emperador. El convento, a su vez, lo forman la iglesia, ubicada en el centro y dos claustros, uno gótico y el llamado claustro nuevo. La iglesia y el claustro gótico pertenecen al siglo XV, mientras que las demás construcciones son del siglo XVI.

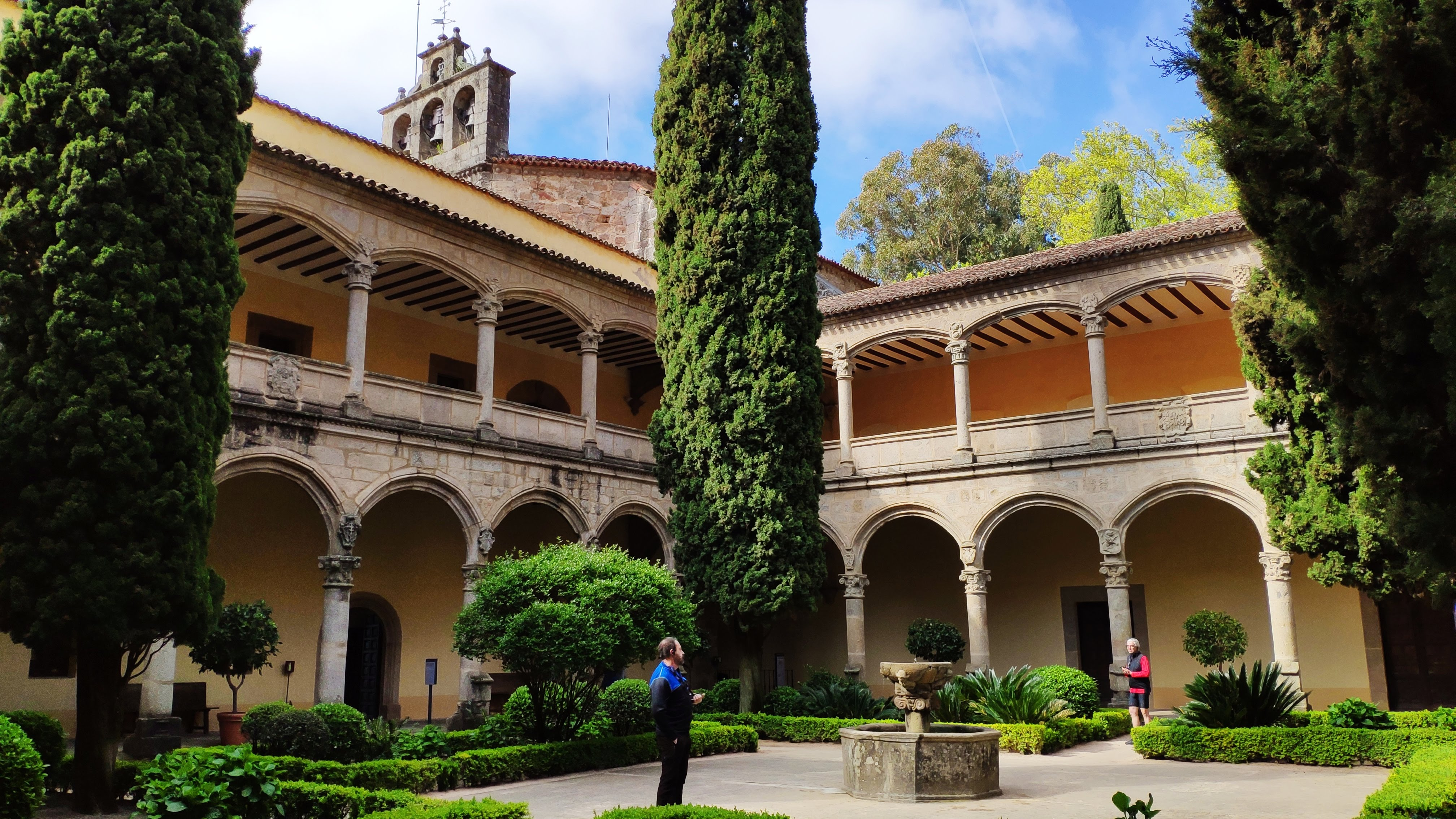
El claustro renacentista del monasterio.

La planta de la iglesia es de una sola nave y de cabecera poligonal. El templo se comunica con el claustro gótico, el cual se dispone sobre planta rectangular, con un alzado de dos plantas, cubriéndose las galerías del claustro con techumbre plana de madera. La organización del claustro nuevo, de estilo renacentista, es similar al gótico.
Por lo que respecta a la vivienda de Carlos I de España, se trata de una edificación sencilla, en la que predomina el ladrillo, la mampostería y la sillería como materiales más utilizados, sin apenas elementos decorativos.

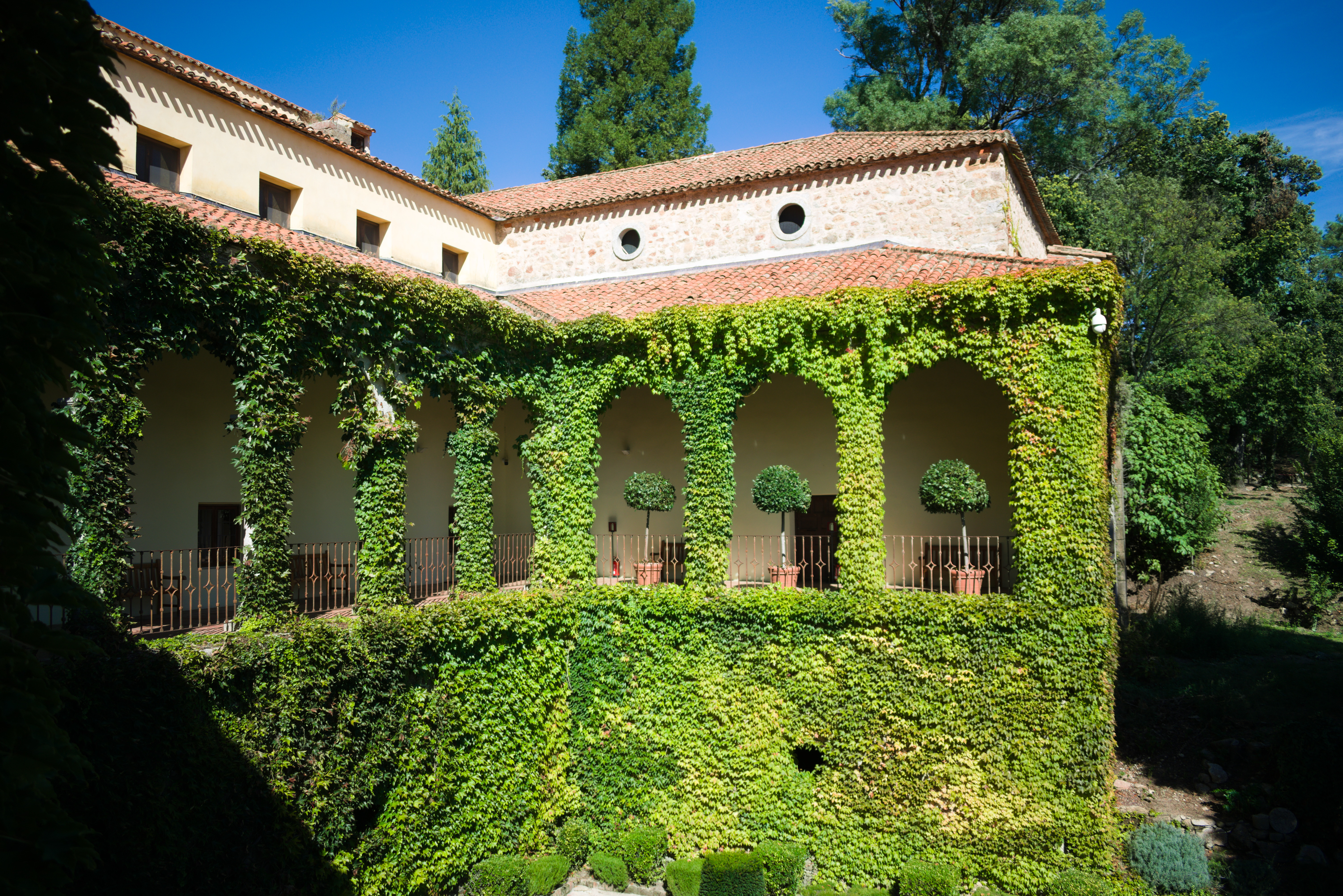
Balcón del palacio del emperador, en Yuste

La planta principal de la que fuera residencia del emperador es sencilla, estructurándose en un pasillo central con dos estancias a cada lado. En el ala de la izquierda se encuentran la antecámara y la alcoba de Carlos I, estancia que se comunica con la iglesia. A la derecha se sitúan dos estancias más, con sendos miradores que dan a la huerta que completa el conjunto. Una de dichas habitaciones fue comedor y sala de audiencias.
Entre el escaso mobiliario de la residencia regia, destaca la silla construida especialmente para el monarca, que sufría de gota. También cabe mencionarse el reloj de bronce y plata, realizado por Jeremías Metzger y que está datado en 1562.

## Patrimonio Europeo

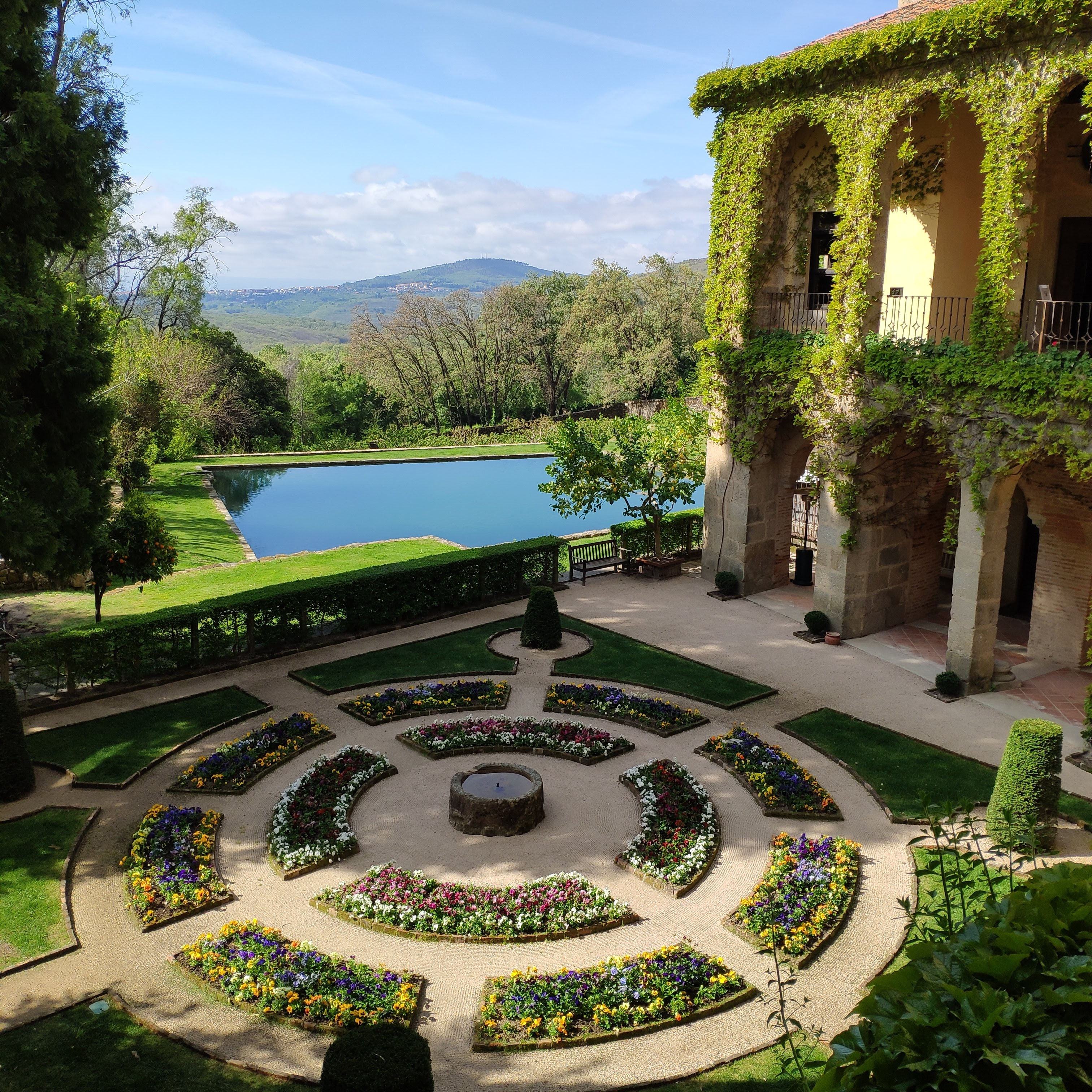
Jardín del monasterio.

En un acto realizado en el Monasterio de Yuste el 13 de abril de 2007, con la presencia de la ministra de Cultura, Carmen Calvo, el presidente de la Junta de Extremadura, Juan Carlos Rodríguez Ibarra, representantes autonómicos y de los países de la UE, se hizo entrega de la distinción del sello de Patrimonio Europeo.
También han tenido este reconocimiento el Archivo General de la Corona de Aragón, la Residencia de Estudiantes de Madrid y el cabo de Finisterre, en La Coruña. Estos son los primeros lugares españoles incluidos en esta lista del Patrimonio Europeo. Este distintivo se otorga a bienes culturales, monumentos, enclaves naturales o urbanos, lugares con un interés cultural o histórico en Europa con el fin de protegerlos y promocionarlos.

## Academia europea de Yuste

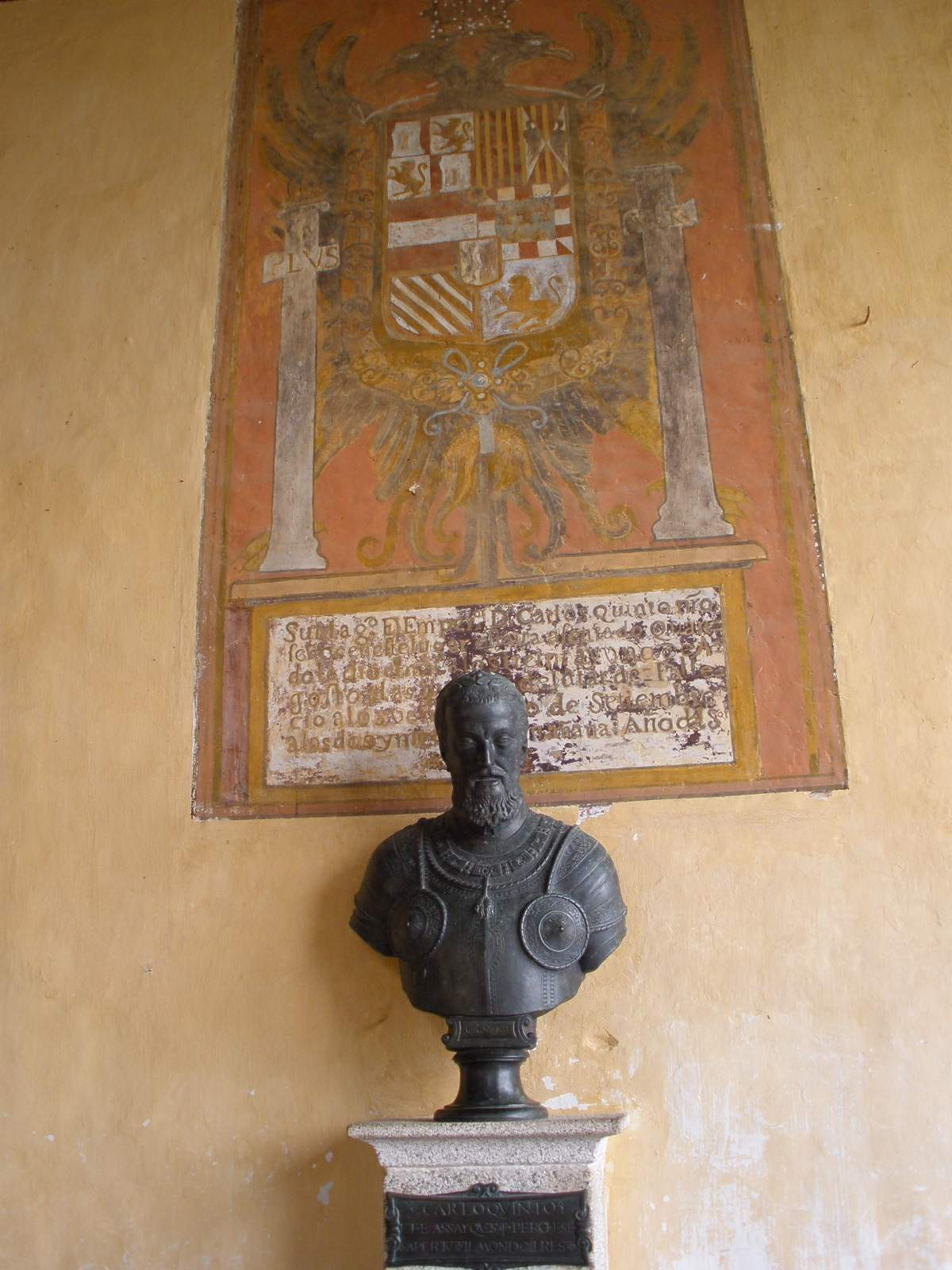
Busto de Carlos V en el palacio homónimo, interior del Monasterio de Yuste.

La Fundación Academia Europea de Yuste se estableció en 1992. El objetivo de la academia es difundir los valores culturales, históricos y sociales europeos. Además de otras actividades, la fundación honra a europeos comprometidos con el Premio Europeo Carlos V desde 1995.
Ganadores del premio:
- 1995: Jacques Delors
- 1998: Wilfried Martens
- 2000: Felipe González
- 2002: Mijaíl Gorbachov
- 2004: Jorge Sampaio
- 2006: Helmut Kohl
- 2008: Simone Veil
- 2011: Javier Solana
- 2013: José Manuel Durão Barroso
- 2016: Sofia Corradi
- 2017: Marcelino Oreja Aguirre
- 2018: Antonio Tajani
- 2019: Itinerario Cultural del Consejo de Europa
- 2021: Angela Merkel
- 2022: Foro Europeo de la Discapacidad
- 2023: Antonio Guterres
- 2024: Mario Draghi [7]